# FC Caracal
FC Caracal a fost un club de fotbal din Caracal, România care a evoluat în Liga a III-a. Este un club nou înființat în anul 2004 prin unirea a 2 echipe, Progresul Caracal și FC Craiova.

## Istorie
Clubul a fost fondat la Craiova în 1949. Până în 1998 clubul a fost cunoscut sub numele de FC Electroputere Craiova. În acel moment a fost redenumit Extensiv Craiova și a început să joace meciurile de acasă pe Stadionul Extensiv.
La jumătatea sezonului 2003-04, Extensiv a schimbat numele în FC Craiova, dar cu nici o legătură cu FC Craiova, care a existat între 1940-1949.
În 2004, clubul a fost mutat la Caracal.

## Lotul de Jucători sezonul 2012-2013
| Nr. |         | Poziție | Jucător          |
| --- | ------- | ------- | ---------------- |
| -   | România | P       | Sorin Mogosanu   |
| -   | România | P       | Daniel Parvu     |
| -   | România | F       | Mitica Mosteanu  |
| -   | România | F       | Cristi Preda     |
| -   | România | F       | Cătălin Bugiu    |
| -   | România | F       | Alexandru Mitroi |
| -   | România | F       | Alex Bugiu       |
| -   | România | M       | Marius Neagu     |
| -   | România | M       | Eugen Riosanu    |
| -   | România | M       | Sorin Carnu      |

| Nr. |         | Poziție | Jucător            |
| --- | ------- | ------- | ------------------ |
| -   | Nigeria | M       | Emmanuel Koko      |
| -   | România | M       | Cosmin Capatana    |
| -   | România | M       | Costinel Rădulescu |
| -   | România | M       | Victor Rada        |
| -   | România | M       | Cosmin Căpățînă    |
| -   | România | M       | Adelin David       |
| -   | România | A       | Alexandru Mihai    |
| -   | România | A       | George Buciuman    |
| -   | România | A       | Cristi Niculescu   |
| -   | România | A       | Patrian Trifu      |

## Sezoane recente
| Sezon     | Denumire              | Divizie  | Pozitie |
| 1990–1991 | Electroputere Craiova | Liga II  | 1       |
| 1991–1992 | Electroputere Craiova | Liga I   | 3       |
| 1992–1993 | Electroputere Craiova | Liga I   | 6       |
| 1993–1994 | Electroputere Craiova | Liga I   | 14      |
| 1994–1995 | Electroputere Craiova | Liga I   | 15      |
| 1995–1996 | Electroputere Craiova | Liga II  | 8       |
| 1996–1997 | Electroputere Craiova | Liga II  | 2       |
| 1997–1998 | Electroputere Craiova | Liga II  | 2       |
| 1998–1999 | Extensiv Craiova      | Liga II  | 1       |
| 1999–2000 | Extensiv Craiova      | Liga I   | 18      |
| 2000–2001 | Extensiv Craiova      | Liga II  | 5       |
| 2001–2002 | Extensiv Craiova      | Liga II  | 4       |
| 2002–2003 | Extensiv Craiova      | Liga II  | 8       |
| 2003–2004 | FC Craiova            | Liga II  | 9       |
| 2004–2005 | FC Caracal            | Liga II  | 9       |
| 2005–2006 | FC Caracal            | Liga II  | 9       |
| 2006–2007 | FC Caracal            | Liga II  | 7       |
| 2007–2008 | FC Caracal            | Liga II  | 17      |
| 2008–2009 | FC Caracal            | Liga III | 2       |
| 2009–2010 | FC Caracal            | Liga III | 3       |
| 2010-2011 | FC Caracal            | Liga III | 9       |
| 2011–2012 | FC Caracal            | Liga III | 3       |

## Jucatori Importanți
- Cornel Frasineanu
- Salih Jaber
- Dorel Stoica
- Mircea Bornescu
- Madalin Ciucă
- Ovidiu Stoianof
- Silviu Lung Junior
- Valerian Gârla
- Ionel Luță
- Ion Dudan
- Andrei Petrescu
- Constantin Viorel Gărgălie
- Florin Dragusin
- Florin Mihăescu